# Curtea Domnească din Târgoviște
Curtea Domnească din Târgoviște este un complex de clădiri și fortificații medievale ce au avut rol de reședință a unor voievozi ai Țării Românești și, totodată, punctul relativ important în sistemul defensiv al țării.

## Istoric

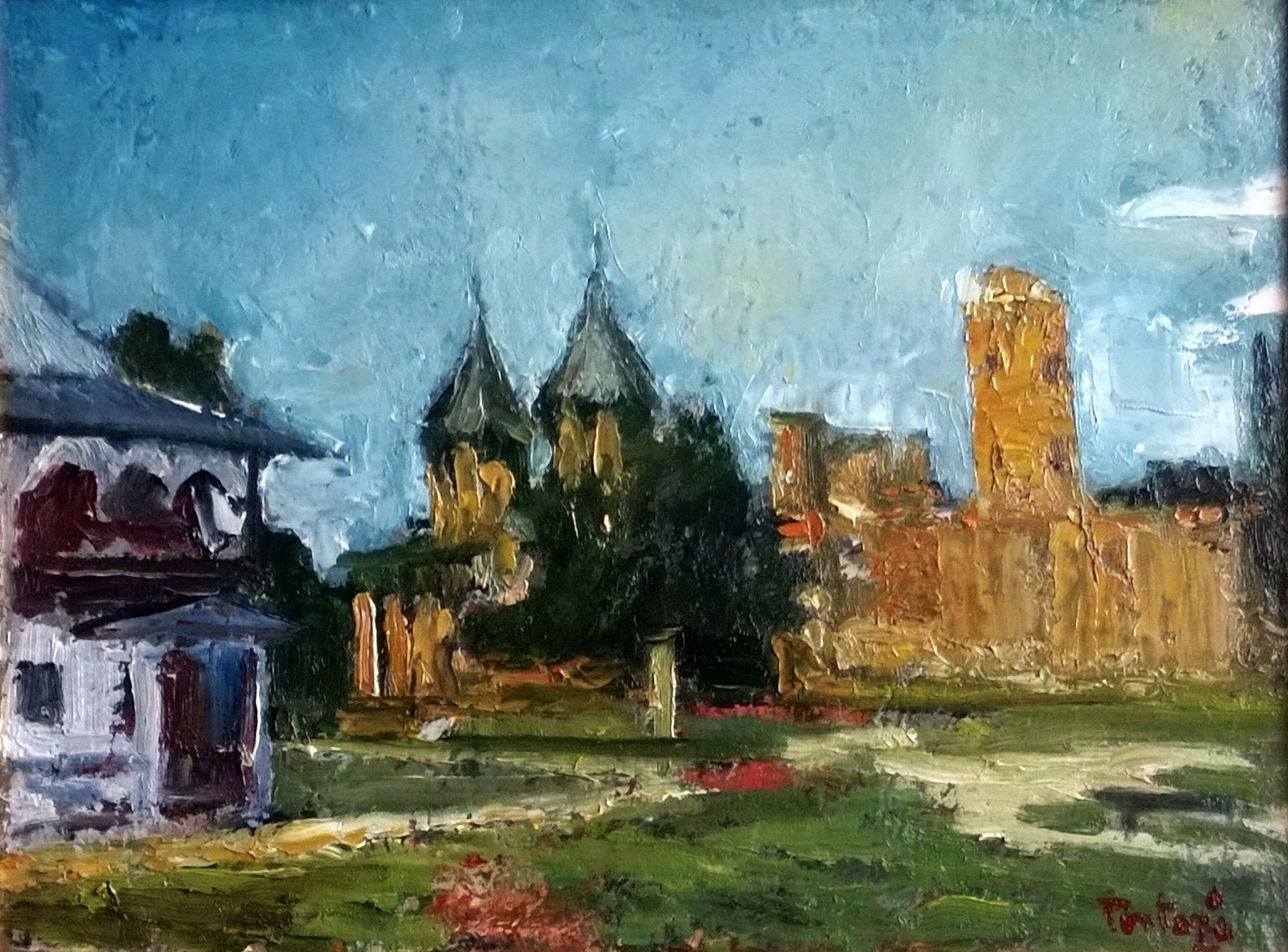
Cetatea Târgoviștei, pictură de Valeriu Pantazi

### De la prima menționare la Gheorghe Ghica
În 1427, în memoriile sale, cruciatul Johann Schiltberger, menționeză orașul Târgoviște drept capitală a Țării Românești, alături de Argeș. Acesta  a participat la expediția militară ce s-a încheiat cu înfrângerea de la Nicopole. Dar, deoarece această lucrare a fost editată 31 de ani mai târziu, se presupune că în 1396 orașul avea deja fortificații, ca orice capitală a vremii.   
În actele interne, Curtea Domnească este atestată în timpul lui Mircea cel Bătrân când, într-un act al fiului și asociatului său la domnie, Mihail I, datat 1417-1418, se vorbește despre „[...]însuși orașul domniei mele Târgoviște[...]” (DRH, B, vol. I). Din acest act se poate înțelege că, la acea dată, aici funcționa o reședință voievodală, fortificată desigur. De altfel, săpăturile arheologice confirmă această supoziție, datând perioadei lui Mircea cel Bătrân: o casă, prima biserică-paraclis, o curtină și urme ale unei palisade (palancă) de lemn de mici dimensiuni.
Dezvoltarea și extinderea fortificațiilor se face însă o jumătate de veac mai târziu, după menționarea ca singură capitală a Țării Românești (act emis de Alexandru I (Aldea) din anul 1431), posibil în timpul domniei lui Vlad Dracul (după părerea lui Nicolae Constantinescu) sau chiar în timpul lui Vlad Țepeș (în opinia istoricului Tereza Sinigalia). Nicolae Stoicescu afirmă că aceste lucrări s-au desfășurat în două etape: prima, inițiată de voievodul Vlad Dracul, care reface și extinde fortificațiile, iar a doua, în timpul lui Vlad Țepeș, care adaugă turnuri (din prima domnie a acestuia datând Turnul Chindiei) și câteva clădiri utilitare (Biserica „Sf. Vineri”). Oricare ar fi fost etapele acestor lucrări sigur este că, după mijlocul veacului al XV-lea, fortificațiile curții domnești devin cele mai mari din țară, șanțul de apărare, lat de aproximativ 20-24m și adânc de 4m fiind întărit cu pari de lemn dispuși oblic în mal. Un act datat 17 noiembrie 1476 menționează pentru prima oară un pârcălab al cetății ceea ce presupune că, la acea dată, Târgoviște avea un important rol militar.
Spre sfârșitul aceluiași secol se ridică o porțiune de cca. 20m de zid terminată cu un turn de veghe.
O altă etapă de extindere a fortificațiilor este inițiată la sfârșitul secolului al XVI-lea de către voievodul Petru Cercel care aduce suprafața din interiorul incintei la cca. 29.000m2, suprafața cea mai mare de dezvoltare a întinderii fortificațiilor pe care a avut-o de-a lungul timpului. Totodată, cu această nouă extindere, repară palatul și construiește o serie de utilități absolut necesare, precum apeductul ce aproviziona cu apă palatul și garnizoana.
Totuși perioada maximă de dezvoltare a reședinței voievodale o cunoaște sub domnia lui Matei Basarab care dublează practic grosimea zidurilor, reface șanțul de apărare, ce urmează traseul fortificațiilor lui Petru Cercel. Acest nou șanț, cu o lățime și o adâncime de 3m, era dublat de un val de pământ pe o lungime de 5km peste care se ridica o palisadă de bușteni. Pe zidul de piatră au fost amenajate 10 bastioane de formă rectangulară (astăzi se mai văd urmele a 7 dintre acestea) cu o suprafață de 40x45m. Cele 5 porți de acces în cetate, ce purtau numele localităților spre care se îndreptau drumurile (Buzău, Argeș, Dealu, Câmpulung și București), au fost refăcute din piatră asigurându-le și o camere pentru corpul de gardă. Noile porți erau de formă pătrată, cu latura de 8,5m, iar pe direcția de acces aveau două arcade cu deschiderea de 5m. În ziua de azi se menține în elevație numai Poarta Dealului, iar porțile Câmpulungului și a Bucureștiului fiind descoperite din întâmplare cu ocazia unor lucrări edilitare, ultima fiind reconstituită.
Din nefericire primul care a testat calitatea fortificațiilor a fost însuși Matei Basarab care, în timpul revoltei seimenilor din 1653 "[...]i-au închis porțile și i-au ieșit inainte la șanțul cel mare[...]", voievodul fiind nevoit să ia cu asalt cetatea.
Urmașul acestuia, Constantin Șerban, prin soția sa, face câteva îmbunătățiri la clădirile din interiorul zidurilor. Dar, după revolta lui Mihnea al III-lea, la cerința expresă a Înaltei Porți, domnitorul Gheorghe Ghica (1659-1660) începe pocesul de demantelare a Curții voievodale și demolare a Palatului, în dorința de a distruge orice fortificații ce ar fi putut sluji în caz de revoltă a voievozilor Țării Românești.

### De la Constantin Brâncoveanu până în zilele noastre
Dezvoltarea impresionantă a construcțiilor și a arhitecturii din timpul domniei lui Constantin Brâncoveanu a atins și Curtea Domnească din Târgoviște. Cu încuviințarea otomanilor, marele voievod, reface parțial fortificațiile, dar, în special, se reconstruiesc și dezvoltă palatul voievodal (1695), bisericile (1699) și clădirile utilitare sau decorative (foișorul de piatră din interiorul grădinilor domnești). Cu această ocazie sunt construite în afara zidurilor două dependințe ale palatului: Casa iazagiului și Casa coconilor (1701).
După acestă nouă perioadă de înflorire, odată cu martiriul voievodului canonizat și cu mutarea definitivă a capitalei țării în București, zidurie încep a se deteriora. Războiul ruso-turc din 1736-1739, purtat și pe teritoriu românesc, afectează grav construcțiile, Curtea domnească fiind incendiată, pentru ca mai apoi, un cutremur de pământ să afecteze decisiv ce mai rămăsese din ruinele incintei fortificate. Unele reparații au mai fost făcute de către domnitorul Grigore al II-lea Ghica între anii 1748-1752 însă de proastă calitate căci boltnițele palatului se surpă în 1785.
Un nou incendiu și cutremur în anul 1803 duc ansamblul arhitectonic la o definitivă ruinare. În 1821, în timpul revoltei Eteriei, Alexandru Ipsilanti, conducătorul eteriștilor, destupă șanțurile de apărare și încearcă a reface vechile fortificații. Tentativa acestuia de a readuce vremurile de glorie ale cetății medievale se spulberă penibil la auzul veștii că armatele otomane se îndrepte spre Târgoviște, când „[...]au început cu toții a se căpui cu fuga[...]” (Colecția Academiei Române, document CCXCII/1).
Aceste șanturi mai puteau fi văzute până spre sfârșitul secolului XIX fiind studiate și descrise de Cezar Bolliac. Odată cu trecerea timpului și cu dezvoltarea urbană șanțurile, ca și zidurile incintei, sunt astupate, fiind construite peste aceste vestigii clădiri aducând pagube ireparabile sitului. Ultimele lucrări importante de restaurare și conservare a ruinelor se fac în anul 1961, când, rămășițele vechilor fortificații, sunt date circuitului turistic cu actualul aspect. După această dată nu au mai avut loc decâ acțiuni de sondaje arheologice și minore lucrări de conservare și amenajare.

## Clădirile din incintă

### Palatul domnesc
Prima construcție ce ar fi putut sluji drept reședință domnească este ridicată în jurul anului 1400 de către Mircea cel Bătrân, probabil pentru a-i oferi o capitală fiului, asociatului și succesorului său la domnie Mihail I. Din această clădire nu s-a mai păstrat decât fundația beciului din pietre de râu cu o dimensiune de 15x6m. Accesul în clădire se făcea pe latura de nord. Ca dependință este construită, în jurul anului 1415, vechea biserică-paraclis.
Ample lucrări de extindere a palatului au loc probabil în timpul voievodului Vlad Dracul, lucrările fiind terminate până în 1440. Noul palat era construit pe aproape de une din laturile zidului de incintă, de formă dreptunghiulară, având laturile de 32x29m și grosime a zidurilor de aproximativ 2m. Pivnița, bine conservată, era compusă din patru nave paralele boltite. Probabil la parter era sala de ceremonii și sfatul domnesc (ambele amplasate simbolic pe latura estică), dar și unele încăperi ce ar fi putut sluji drept dormitoare.
Petru Cercel caută să aducă un suflu nou în arhitectura muntenească introducând elemente arhitectonice și decoraționale de influență renascentistă occidentală. În 1584 termină o amplă campanie de refacere a palatului existent. În partea de sud a acestuia, la mică distanță, construiește un altul nou. Noua clădire este de dimensiuni mai mari, având trei nivele: pivniță, parter și etaj. Subsolul este mărit permițând comunicarea dintre cele două clădiri prin gârliciul lung le 25m. Parterul noii clădiri, având 10 camere, adăpostea cancelaria domnească și încăperile anexe acesteia. Etajul, complet separat de parter, servea drept dormitoare ale familiei domnești. Accesul la aceste dormitoare se făcea printr-o scară exterioară plasată pe fațada de vest. Un coridor făcea legătura dintre palat și Biserica Mare. Această transformare a Curții Domnești a fost remarcată și admirată de doi călători occidentali (Jaques Bongars și Franco Sivori) care fac descrieri amănunțide despre cele văzute. 
Odată cu Matei Basarab, palatul domnesc, cunoaște o nouă perioadă de refaceri și transformări. Acesta face un colidor-racord ce unea cele două clădiri și construiește un etaj parțial pe aripa veche. Din nefericire palatul este afectat puternic de evenimentele tragice din anii 1559-1560, când domnitorul Gheorghe Ghica, sub presiunea otomană, demolează fortificațiile și, parțial, palatul.
Ultima perioadă de înflorire a vechii reședințe a domnitorilor munteni se derulează între anii de domnie ai marelui Constantin Brâncoveanu. Acesta renovează palatul, adăugând încăperilor picturi și stucaturi după moda epocii. Pe fațada dinspre răsărit a palatului lui Petru Cercel adaogă o lojă prevăzută cu scară de acces spre grădină, iar pe latura de vest o altă lojă de acces spre Biserica Mare.
După Constantin Brâncoveanu, palatul de la Târgoviște este aproape părăsit ajungând la mijlocul secolului XVIII o ruină. Câteva reparații sumare și de proastă calitate le face Grigore al II-lea Ghica (1748-1752) iar în timpul primei domnii a lui Mihail Șuțu (1791-1793), Ienăchiță Văcărescu l-a convins pe acesta să repare biserica domnească. În urma cutremurului din 1803 și a incendiului din același an, fosta Curte Domneasca devine o ruină.
Aspectul actual îl capătă după campania de lucrări de restaurare și conservare din anul 1961, când o parte a cetății Târgoviște, palatul domnesc și clădirile ce țineau de acesta, este organizată ca muzeu și introdusă în circuitului turistic

### Turnul Chindiei
Monument emblematic pentru municipiul Târgoviște, a fost construit de către domnitorul Vlad Țepeș în jurul anului 1460. Rolul acestui turn era probabil acela de donjon al cetății. Din păcate astăzi nu admirăm decât forma sa modificată în urma lucrărilor de refacere de la mijlocul secolului al XIX-lea.

### Biserica Sfânta Vineri
Numită și Biserica Mică Domnească, monument arhitectonic datând din mijlocul secolului al XV-lea păstrat fără modificări, de altfel este singurul cunoscut din Țara Românească. 
Este ctitoria lui Vlad Călugărul și a soției sale Smaranda.
Are planul trilobat de formă alungită, compus din pridvor, pronaos, naos și altar. Pridvorul prezintă analogii cu pridvorul bisericii domnești de sus, pronaosul având și rol de gropnită pentru „conița Stanca” nepoata lui Constantin Brâncoveanu.
Casa zisă a doamnei Bălașa, cu inscripția ce o datează la 1650 se datorește transformărilor făcute de N.Brătescu la 1852, prilej cu care s-au adus pisania de piatră a jupânului Manea Clucer, pisania încastrată pe fatada sudică a casei numită „a Bălașei” și piatra de mormînt a acesteia, considerând că în acest fel îi va crește importanța.
Această construcție este tratată arhitectural ca niște adevărate chilii mănăstirești, cele 4 încăperi dispuse în șir, cu bolți și pardosite cu cărămizi, armonios concepute, dar modeste și care emană simplitate.

### Biserica Mare Domnească
Biserica Domnească este ctitoria voievodului Petru Cercel după modelul bisericii mitropoliei din oraș însă de dimensiuni mult mai mari fiind, la data construcției, cea mai mare clădire religioasă din Țara Românească. Pictura, păstrată și în zilele noastre, este realizată integral între anii 1696-1698, în timpul domniei lui Constantin Brâncoveanu, conținând cea mai amplă galerie de portrete de domnitori munteni.

### Alte construcții civile
Biserica-paraclis veche este construită de Mircea cel Bătrân în jurul anului 1415 lângă latura de nord a primei case domnești. Urmele fundației reconstituite până la înălțimea de 2m, arată o construcție după un plan de tip triconic. Planul arhitectonic este asemănător cu cel al bisericii mănăstirii Cozia și în general cu tendințele în arhitectura bisericească a epocii, aducând însă un element nou - turnul clopotniță plasat în extremitatea vestică, accesul fiind asigurat de trei intrări. Biserica, păstrată în condiții proaste, se surpă în urma cutremurului din 1802 iar 45 de ani mai târziu este complet demolată. 
Grădinile palatului erau amplasate pe locul actualului parc al orașului pe latura de est a zidului de incintă, întinzându-se, peste râul Ialomița până la poalele dealului Mănăstirii. Grădinile, în stil italian, au fost prima oară amenajate de voievodul Petru Cercel în anul 1584. Matei Basarab adugă pe latura de răsărit a palatului un pridvor către aceste grădini pentru a înlesli accesul dinspre dormitoare. Admirând splendida grădină din antreul casei, în ziua de 9 aprilie 1655, bătrânul domnitor trecea în nemurire. Aproape o jumătate de un veac mai târziu, Constantin Brâncoveanu, extinde grădinile, asigurând un corp de grădinari pentru întreținerea acestora.
Baia domnească, descrisă de către Paul de Alep, este construită, după moda turcească, de către Matei Basarab pe latura de nord-est a zidului de incintă, în apropierea palatului. Construcția dreptunghiulară cu dimensiunile de 5,50x14,7m era formată din trei încăperi dispuse în șir. Prima, dinspre nord, prin care se făcea accesul, avea inclus și un mic vestiar; a doua era baia propriu-zisă. Ultima încăpere, ce nu comunica cu celelalte două, era destinată cazanului de încălzire a apei. Sistemul de funcționare al băii era cel clasic romano-bizantin, aburul fiind dirijat prin conducte din sala cazanului în baie.
Casa Bălașa a fost construită de Bălașa, doamna voievodului Constantin Șerban odată cu lucrările de refacere și îmbunătățire aduse Bisericii „Sfânta Vineri”, în apropierea căreia de altfel se și află. Scopul inițial era acela de casă de oaspeți și azil pentru săraci. Clădirea există și în zilele noastre fiind bine conservată. Construcția, fără etaj, este de formă paralelipipedică, având patru camere dispuse câte două de-a lungul unui colidor central. Pardoseala este de cărămidă roșie, iar bolțile sunt în cruce. Ca o curiozitate, Casa Bălașa este singura clădire civilă care păstrează o pisanie a ctitorului.
Foișorul, a cărui ruine sunt situate la 60m de spre est de zidul de incintă, a fost prima oară construit de Matei Basarab, fiind folosit lemnul ca material. Constantin Brâncoveanu reface construcția, din zidărie, astfel devenind un superb loc de odihnă și recreere pentru cel ce se plimba prin parc. În ziua de azi nu se mai păstrează decât temeliile și câteva coloane și capiteluri în Lapidarium.

## Fotografii

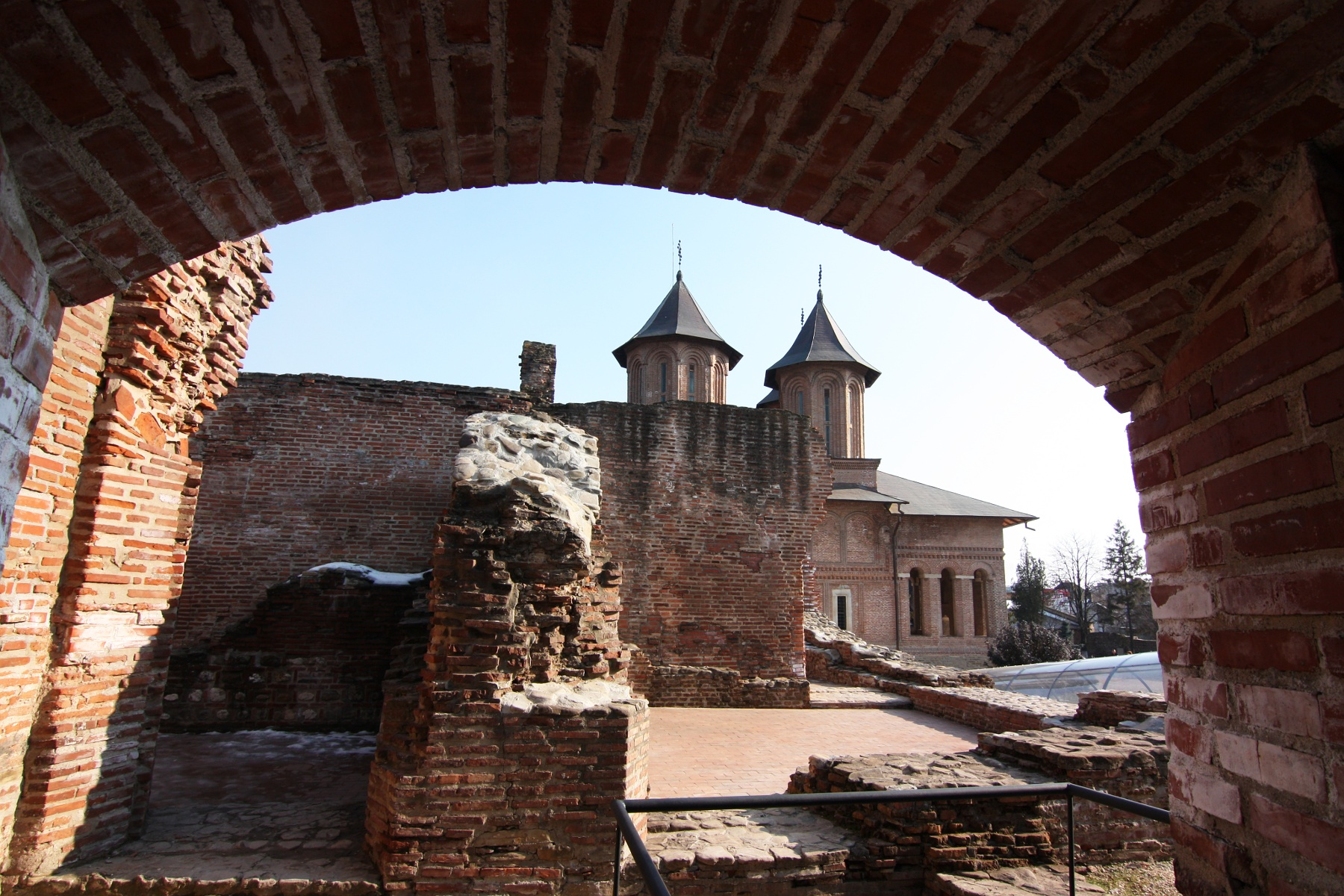
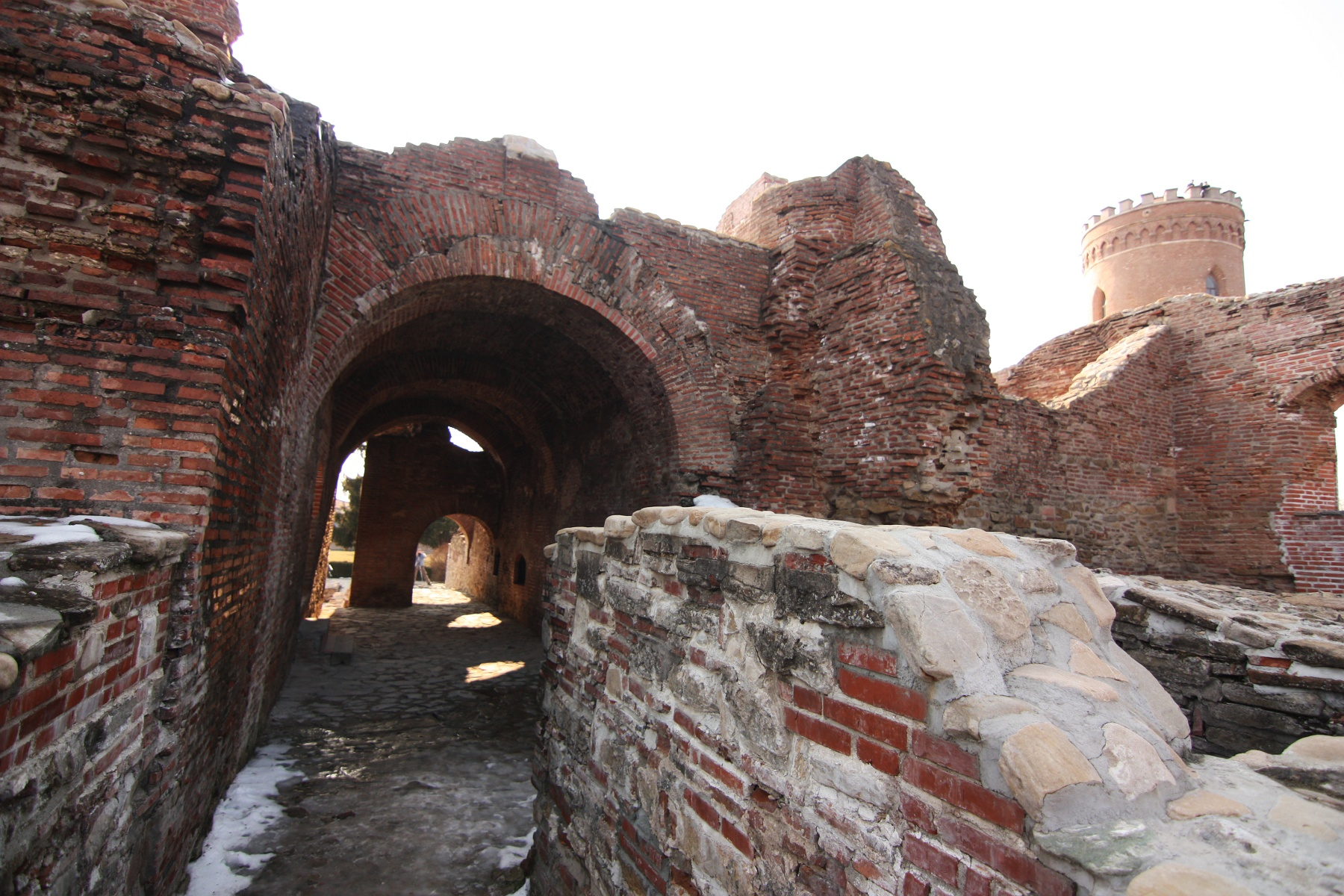
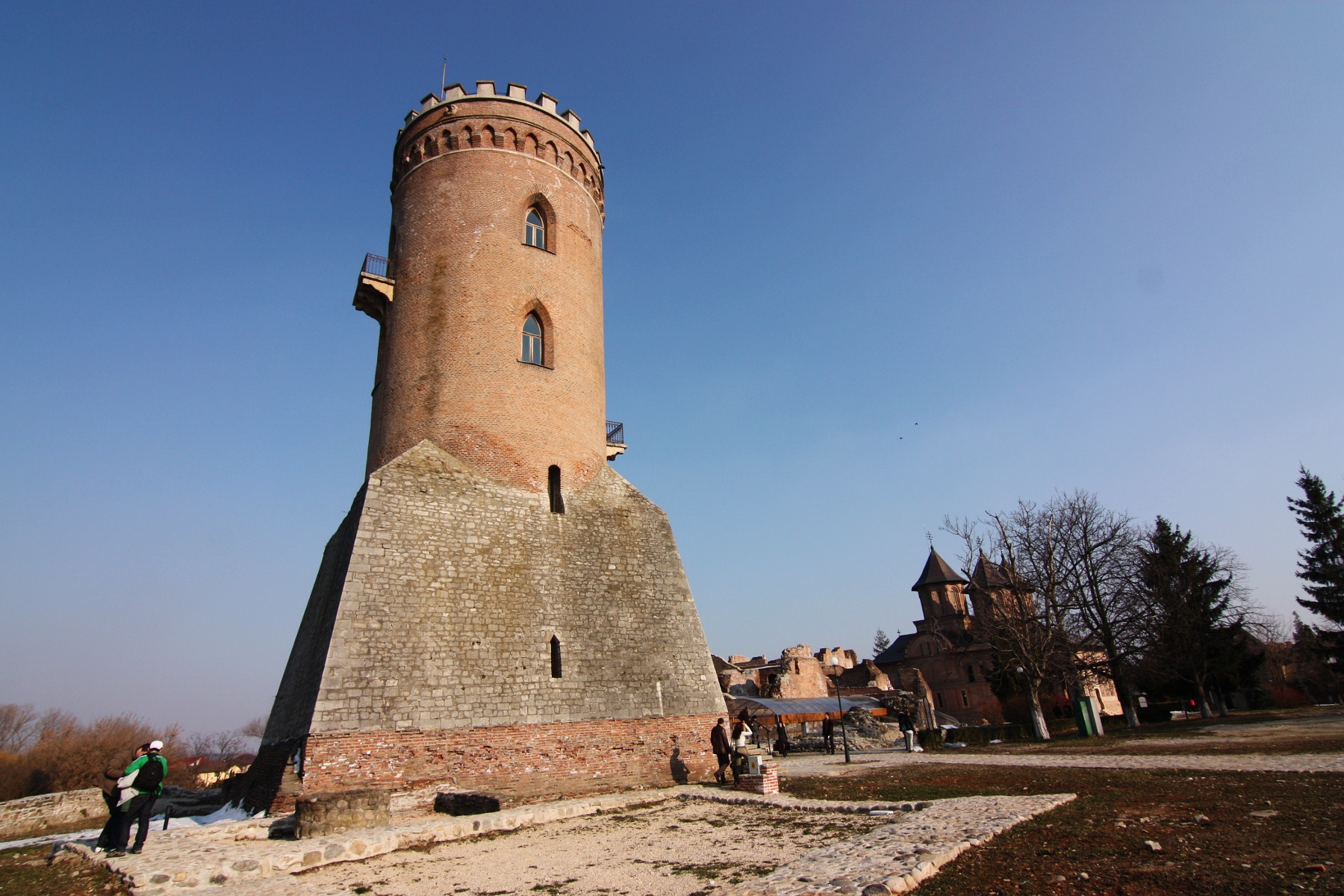
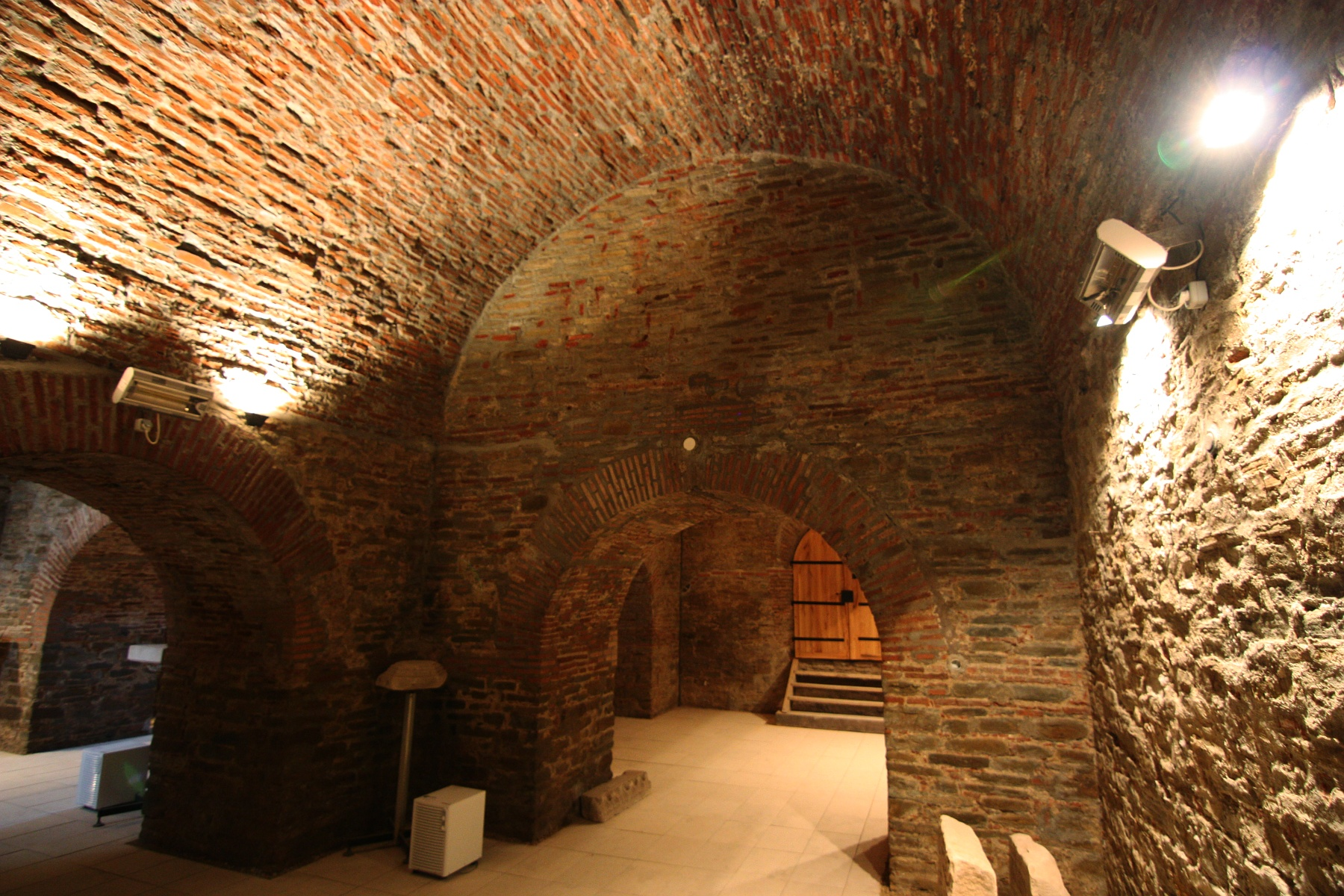
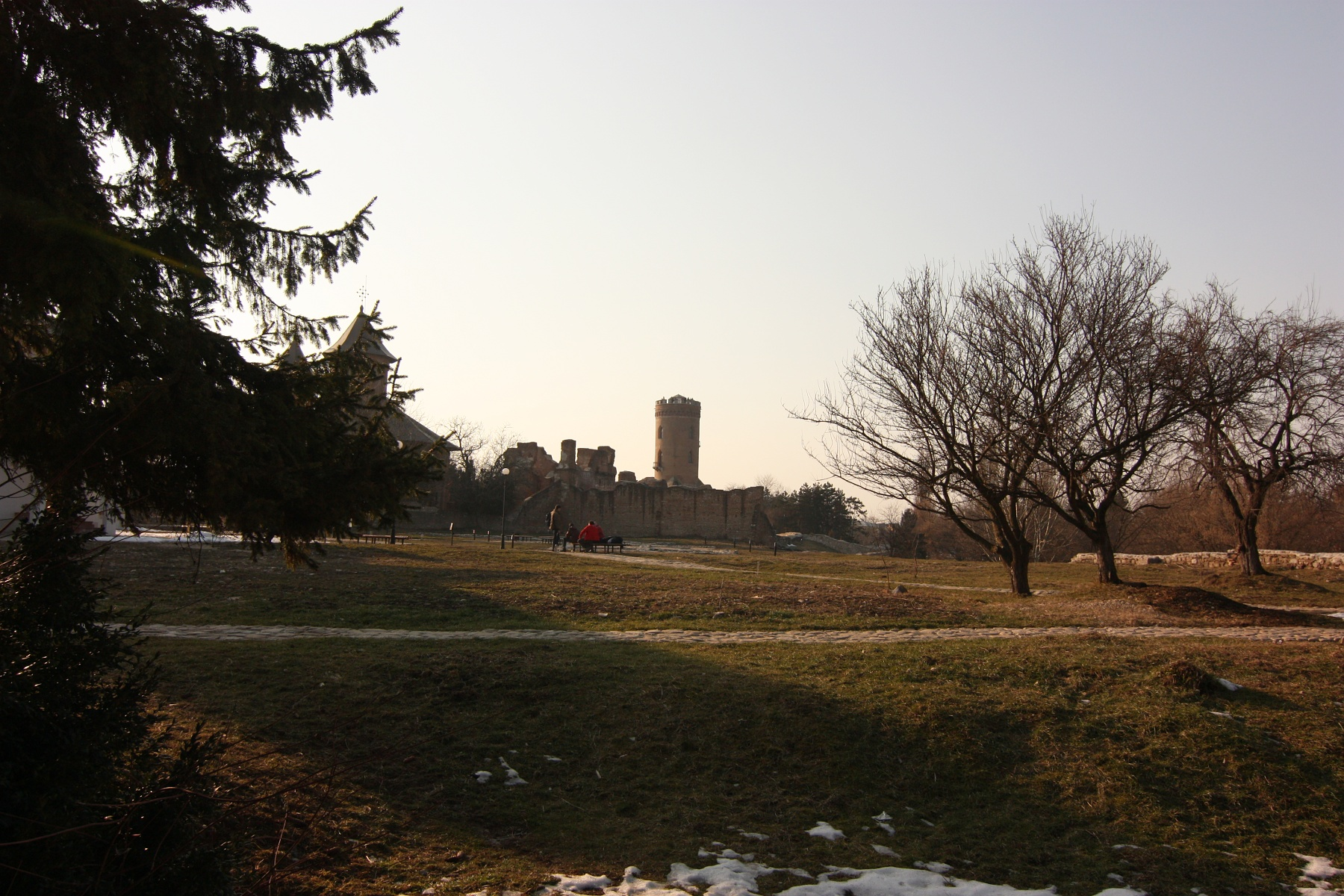
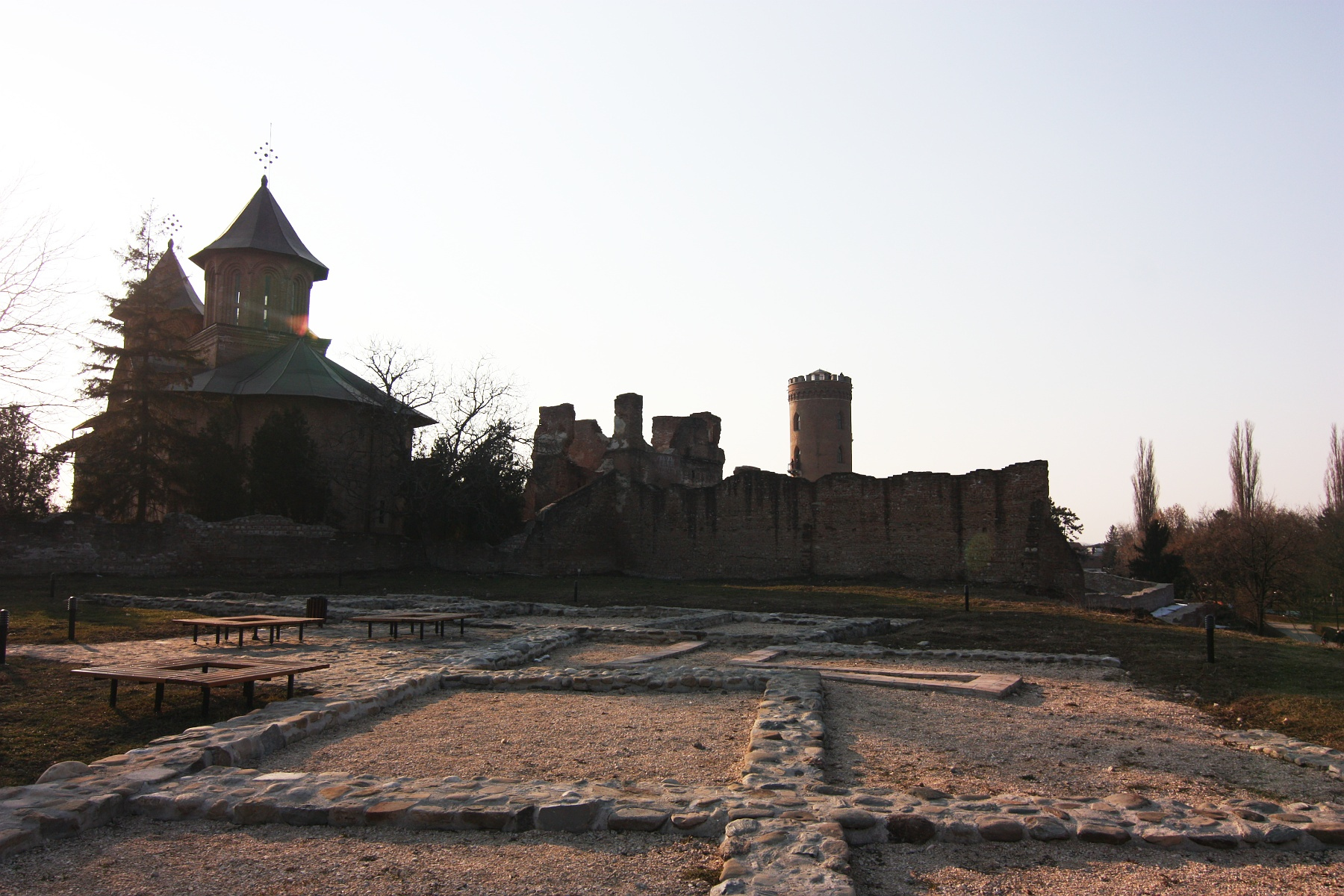
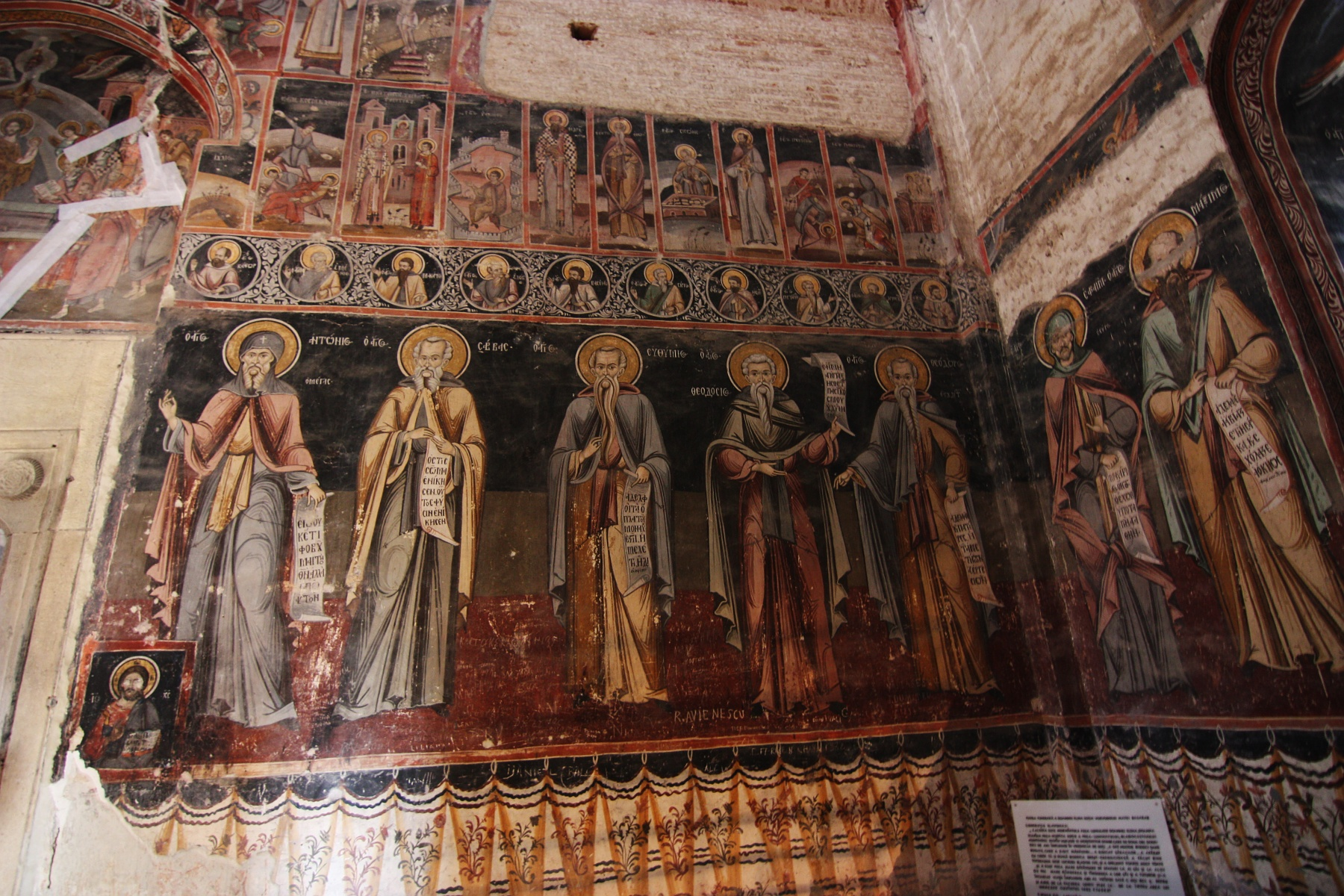
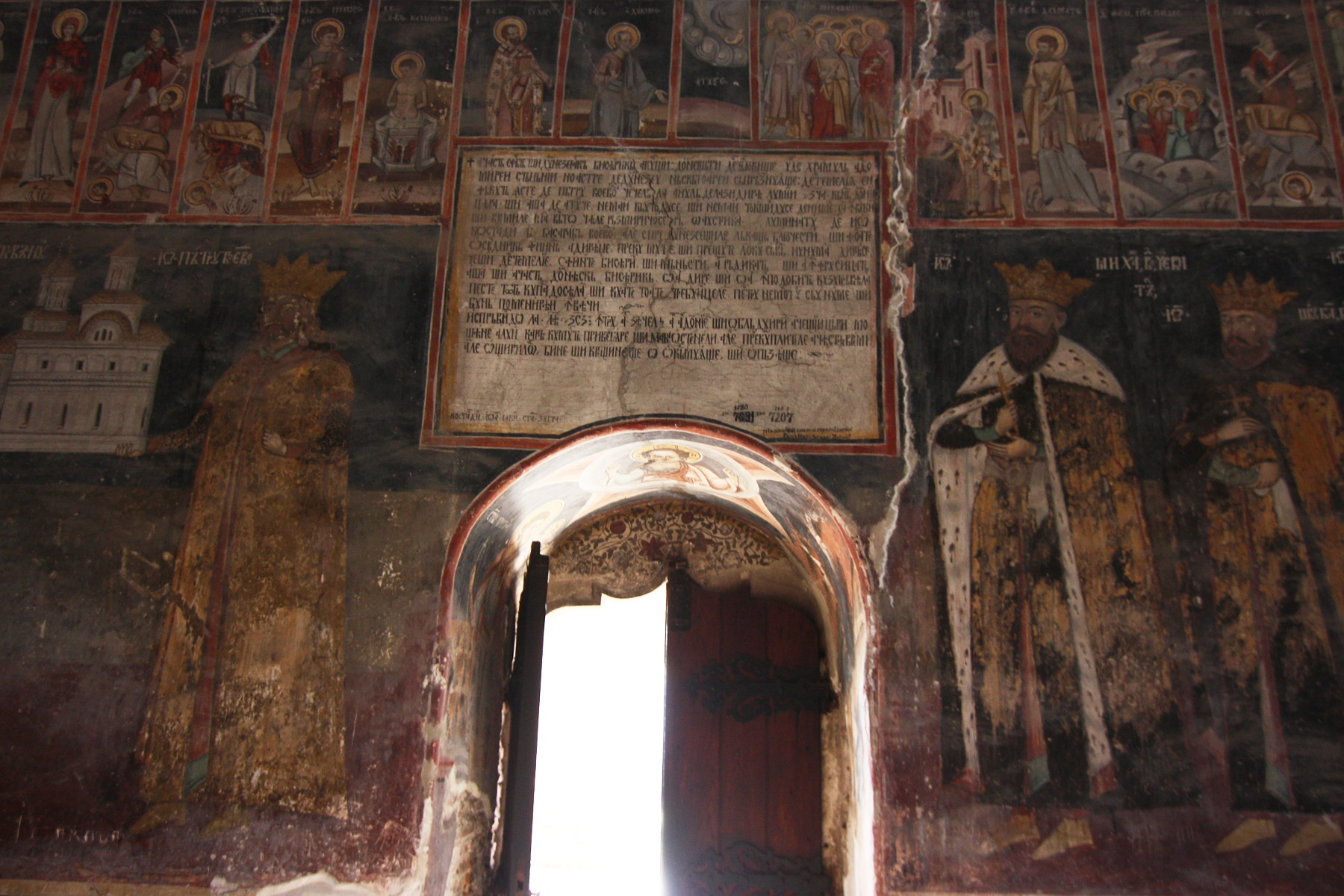